# Hymenocallis caribaea
El lirio de san Juan (Hymenocallis caribaea) es una especie de planta bulbosa, geófita, perteneciente a la familia de las amarilidáceas. Es originaria del Caribe.

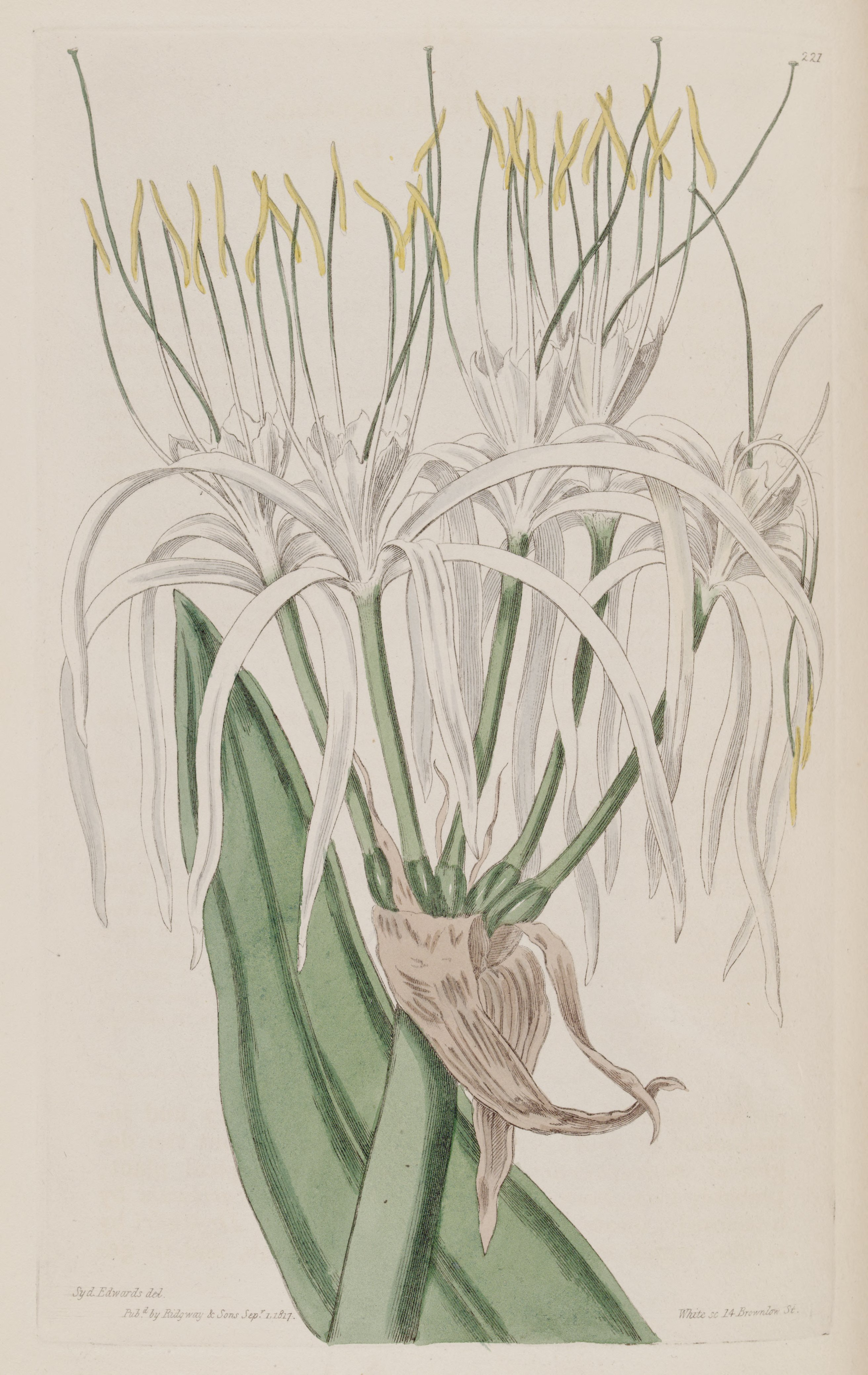
Ilustración

## Descripción
Hymenocallis caribaea, es una planta bulbosa que tiene un atractivo follaje de color verde grisáceo, con amplios márgenes de color blanco cremoso.

## Taxonomía
Hymenocallis caribaea fue descrita por (Linneo) Herb. y publicado en Bot. Mag. 49: t. 2278 (1821)
Etimología
Hymenocallis: nombre genérico que proviene del griego y significa "membrana hermosa", aludiendo a la corona estaminal que caracteriza al género.
caribaea: epíteto geográfico que alude a su colocación en el Caribe.
Sinonimia
- Anexo:Sinónimos de Hymenocallis caribaea[5]